# Гладково (Нижегородская область)
Гладково — деревня в Володарском районе Нижегородской области. Входит в состав сельсовета Красная Горка. Население 91 (2010) человек

## Общая физико-географическая характеристика
Географическое положение
По автомобильным дорогам расстояние до областного центра города Нижнего Новгорода составляет 74 км, до районного центра города Володарска — 22 км. Абсолютная высота 97 метров над уровнем моря.
Часовой пояс
Гладково, как и вся Нижегородская область, находится в часовой зоне МСК (московское время). Смещение применяемого времени относительно UTC составляет +3:00.

## История
В «Списке населенных мест» Владимирской губернии по данным за 1859 год значится как владельческая деревня при пруде в верстах от Гороховца. Относилась к первому стану Гороховецкого уезда. В деревне насчитывалось 14 дворов и проживало 88 человек (45 мужчин и 43 женщины).

## Население
| 1859 | 1905 | 1926 | 1999 | 2002 | 2010 |
| ---- | ---- | ---- | ---- | ---- | ---- |
| 88   | ↗101 | ↗141 | ↘20  | ↘2   | ↗91  |

Национальный состав
Согласно результатам переписи 2002 года, в национальной структуре населения русские составляли  100% из двух человек.